# Robert von der Goltz (Diplomat)

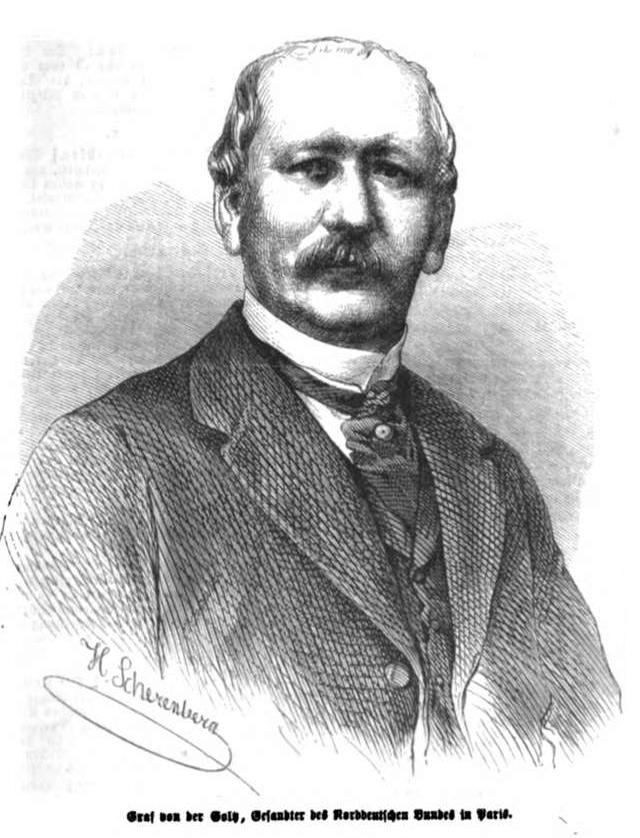
Robert Heinrich Ludwig von der Goltz

Robert Heinrich Ludwig Graf von der Goltz (* 6. Juni 1817 in Paris; † 24. Juni 1869 in Charlottenburg) war ein deutscher Diplomat und Politiker in Preußen.

## Leben
Robert war ein Sohn des preußischen Generalleutnants und Gesandten in Paris Heinrich von der Goltz und dessen Ehefrau Julie geb. Freiin von Seckendorff. Nach dem Tod seines Vaters wuchs er unter der Vormundschaft des Obermarschalls von Maltzahn auf.
Nachdem Goltz in Berlin zunächst von Privatlehrern unterrichtet worden war, legte er am 3. September 1834 das Reifezeugnis am Friedrichs-Gymnasium (Breslau) ab. Er studierte an der Rheinischen Friedrich-Wilhelms-Universität und der Universität Breslau Rechtswissenschaft. Er wurde Mitglied des Corps Borussia Bonn (1835) und des Corps Borussia Breslau (1839). Anfang August 1837 legte er die Erste Juristische Prüfung beim Kammergericht Berlin ab. Nach dem Studium unternahm er ausgedehnte Reisen.
In Preußens innerer Verwaltung nahm er an der Deutschen Revolution 1848/49 lebhaften Anteil.  Auch schloss er sich während der Reaktionszeit der gemäßigt-liberalen Partei an. 1852 wurde er für den Wahlkreis Düsseldorf 3 in das Preußische Abgeordnetenhaus gewählt. Er legte 1854 das Mandat nieder, um als Ministerresident nach Athen gehen zu können. Er wurde Gesandter beim Hofstaat der Krone Griechenland (1857) und am Hof der Osmanen (1859) in Konstantinopel.
1862 wurde er Otto von Bismarcks Nachfolger in Sankt Petersburg, 1863 in Paris, wo er bis zu seinem Tod erst Botschafter Preußens, dann ab Januar 1868 des Norddeutschen Bundes war. Er war am Hof Napoleon III. sehr beliebt, und dessen preußenfreundliche Haltung  war sicher auch Goltz´ Verdienst. Er starb mit 52 Jahren in Charlottenburg, nachdem er sich in Paris einer Zungenkrebs-Operation unterzogen hatte. Beigesetzt wurde er im Mausoleum der Familie auf dem Luisenfriedhof II.